# ラヴォアジエ・メダル
ラヴォアジエ・メダル（Médaille Lavoisier）は、フランスの化学賞。アントワーヌ・ラヴォアジエにちなんで1906年に創設された。賞金は1500ユーロ。

## 受賞者
- 1906年 ウィリアム・パーキン
- 1912年 ヴィクトル・グリニャール
- 1922年 セオドア・リチャーズ
- 1935年 シリル・ヒンシェルウッド
- 1948年 アレクサンダー・トッド
- 1949年 Rudolf Signer
- 1955年 カール・ツィーグラー
- 1968年 ロバート・バーンズ・ウッドワード
- 1983年 Paul B. Weisz
- 1992年 Marc Julia, Raymond Wey
- 1993年 W. Hess, A. Lattes, E. Maréchal, E. Papirer, L.A. Plaquette
- 1994年 デヴィッド・エヴァンス, Marco-Aurelio De Paoli, ルドルフ・マーカス, S. Wolff
- 1995年 デレック・バートン, Rudolf Hoppe
- 1997年 ジャン＝マリー・レーン
- 1998年 Jean-Baptiste Donnet
- 1999年 Gesellschaft Deutscher Chemiker (GDCh)
- 2000年 F. Albert Cotton
- 2004年 Fred McLafferty
- 2013年 Gérard Férey, アンリ・カガン
- 2015年 Jacques Livage
- 2018年 Christian Amatore
- 2022年 Jean-Marie Tarascon
- 2023年 Janine Cossy

## 参照
- La médaille Lavoisier